# 日吉車站 (京都府)
日吉車站（日语：／ Hiyoshi eki */?）是一由西日本旅客鐵道（JR西日本）所經營的鐵路車站，位於日本京都府南丹市日吉町，是山陰本線的沿線車站之一。管轄上屬於近畿統括本部的範圍，日吉車站是個簡易委託車站，由站內的Kiosk（キヨスク）便利商店兼營售票窗口的業務。

## 簡介
日吉車站在1910年初設時，原名殿田，一直到1996年時，才配合隔鄰的鍼灸大學前車站之設置，而改為日吉的現名。
日吉車站（當初仍稱為殿田）曾根據日本的鐵道敷設法，被規劃為連結福井縣小濱市小濱車站的地方支線——小鶴線的起點車站，但是1986年時鐵道敷設法廢除，小鶴線的開發計畫也遭到凍結，而成為從沒有實現過的未成線。

## 車站結構
島式月台1面2線的地面車站（可進行列車交會）。站舍與南丹市日吉町的交流中心共構，月台近福知山一側以站內平交道連結。

### 月台配置
| 月台 | 路線     | 方向 | 目的地           |
| ---- | -------- | ---- | ---------------- |
| 1・2 | 山陰本線 | 上行 | 園部、京都方向   |
| 1・2 | 山陰本線 | 下行 | 綾部、福知山方向 |

## 使用情況
1日平均上車人次如下表。
| 年度               | 1日平均上車人次 |
| ------------------ | --------------- |
| 1999年（平成11年） | 419             |
| 2000年（平成12年） | 375             |
| 2001年（平成13年） | 362             |
| 2002年（平成14年） | 351             |
| 2003年（平成15年） | 378             |
| 2004年（平成16年） | 367             |
| 2005年（平成17年） | 378             |
| 2006年（平成18年） | 375             |
| 2007年（平成19年） | 351             |
| 2008年（平成20年） | 329             |
| 2009年（平成21年） | 329             |
| 2010年（平成22年） | 340             |
| 2011年（平成23年） | 331             |
| 2012年（平成24年） | 318             |
| 2013年（平成25年） | 296             |
| 2014年（平成26年） | 282             |
| 2015年（平成27年） | 284             |
| 2016年（平成28年） | 293             |

## 相鄰車站
西日本旅客鐵道（JR西日本）
 山陰本線
- 特急「城崎」「舞鶴」部分停車站

■快速、■普通
船岡－日吉－鍼灸大學前

## 外部連結
- 日吉｜車站資訊：JR出門網 - 西日本旅客鐵道